# Каино (Вологодская область)
Каино — деревня в Никольском районе Вологодской области.
Входит в состав Кемского сельского поселения (с 1 января 2006 года по 1 апреля 2013 года входила в Нижнекемское сельское поселение), с точки зрения административно-территориального деления — в Нижнекемский сельсовет.
Расстояние до районного центра Никольска по автодороге — 55 км, до центра муниципального образования посёлка Борок по прямой — 8 км. Ближайшие населённые пункты — Путилово, Княжево, Земцово.
По переписи 2002 года население — 43 человека (22 мужчины, 21 женщина). Преобладающая национальность — русские (95 %).